# Camerata Mediolanense
Camerata Mediolanense ist eine italienische Neoklassik-Band.

## Geschichte
Camerata Mediolanense wurde 1994 von der Cembalistin und Musikwissenschaftlerin Elena Previdi gegründet.
Der Bandname bedeutet „Gruppe von Kammermusikern aus Mediolanum“ (Mediolanum ist die frühere lateinische Bezeichnung Mailands). Das musikalische Spektrum umfasst traditionelle Renaissance- und Barockmusik sowie deren elektronisch-experimentelle Bearbeitung.
Im Gründungsjahr 1994 veröffentlichte Camerata Mediolanense ihr Debütalbum Musica Reservata, gefolgt von Campo di Marte 1996. 1999 erschien das Album Madrigali, das auch einige deutschsprachige Titel enthält („Der Tod“, „Lili Marleen“, „Mädchenlied“).
2006 erschien die Zusammenstellung ΠANKPATION (griechisch: Pankration).
Als „Dame Mediolanensi“ formierten sich 2007 einige der bisherigen weiblichen Stimmen von Camerata Mediolanense als Live-Projekt (u. a. mit Luminitça, Daniela Bedeski und Elena Previdi) – mit veränderter Setlist und „ästhetisch provokanter“.
Die vormalige Sängerin Daniela Bedeski gründete 2010 das Projekt Rosa Rubea.
Nach 14-jähriger Pause veröffentlichte Camerata Mediolanense 2013 mit Vertute, Honor, Bellezza (deutsch: Tugend, Ehre, Schönheit) eine Vertonung der Renaissance-Poesie Francesco Petrarcas. Die visuelle Gestaltung oblag dem italienischen Maler Saturno Buttò, der im Video zu Canzone alla Vergine auch in seinem Atelier zu sehen ist.
Camerata Mediolanense trat seit 1999 mehrfach auf dem Wave-Gotik-Treffen in Leipzig auf.

## Diskografie
Studioalben
- 1994: Musica Reservata (My Castle Records, Eigenlabel) (Re-Release 2013, Prophecy Productions)
- 1996: Campo di Marte (Discordia) (Re-Release 1999, Triton) (Re-Release 2013, Prophecy)
- 1999: Madrigali – de Diversi et Excellentissimi Musici (Triton) (Re-Release 2013, Prophecy)
- 2013: Vertute, Honor, Bellezza (Prophecy)
- 2017: Le Vergini Folli (Prophecy)

Kompilationen
- 2006: ΠANKPATION (Twilight Records)
- 2010: MDXXX (Live) (Creative Fields Records)

Singles und EPs
- 1997: Amor, Ch'a Nullo Amato Amar Perdona / Vuolsi Così Colà Dove Si Puote (=Inferno I) (7", My Castle)
- 1999: Francesca, I Tuoi Martiri / La Prima Di Color Di Cui Novelle (=Inferno II) (7", My Castle)
- 2008: Nessun Maggior Dolore / Noi Leggiavamo (=Inferno III) (7", My Castle)
- 2011: 99 Altri Perfecti (My Castle)
- 2013: Vergine Bella (Prophecy)